# Bataille de Léré (2023)
Pour les articles homonymes, voir Bataille de Léré.
Guerre du Mali
Batailles
La bataille de Léré a lieu le 17 septembre 2023, pendant la guerre du Mali. Elle s'achève par la victoire du CSP qui réussit un raid contre deux camps militaires maliens à Léré.

## Déroulement
Le 17 septembre 2023, à 13h30 locale, les rebelles attaquent les deux camps militaires de la ville de Léré,,. La prise des camps et de la ville est rapidement revendiqué par la Coordination des mouvements de l'Azawad (CMA) et le Cadre stratégique permanent (CSP),,. Les combats durent deux heures et s'achèvent à l'avantage des rebelles qui s'emparent des deux camps militaires,,. Selon RFI, la ville passe également sous leur contrôle, mais ce point est contredit par le journaliste Wassim Nasr qui indique que les soldats maliens en fuite se réfugient à l'intérieur de la ville que les rebelles n'investissent pas. 
Le lendemain des combats, l'état-major de l'armée malienne dénonce une « attaque des forces du mal contre le camp militaire de Léré » et promet une riposte. Cependant, les rebelles se retirent de Léré entre deux et trois heures du matin, après avoir ratissé le camp et capturé de nombreux équipements,.

## Pertes
La nuit du 18 au 19 septembre, l'armée malienne déclare que ses pertes sont de cinq tués, vingt blessés et onze disparus,,. Elle estime les pertes des « terroristes » à huit véhicules détruits et une trentaine d'hommes neutralisés, mais indique que seulement sept corps ont été retrouvés, abandonnés dans le camp,.
Dans un communiqué publié le 19 septembre, le CSP annonce un bilan de 35 militaires « des terroristes FAMa » tués, six faits prisonniers, plusieurs dizaines d'autres blessés, plusieurs véhicules capturés, une grande quantité d'armement saisis et des équipements de blindés démontés et détruits,. De son côté, il reconnait huit morts et douze blessés parmi ses combattants,.
Les rebelles de la CMA diffusent également plusieurs vidéos de la prise des camps militaires sur les réseaux sociaux. Ils revendiquent également la destruction d'un avion L-39 Albatros, images à l'appui,,,. L'armée malienne reconnait seulement l'« atterrissage forcé » d'un avion d'appui-feu « dont l'équipage est recherché ». Pour le CSP, l'armée malienne a engagé deux « avions de chasse » dans les combats : l'un a été abattu et l'autre, endommagé, s'est écrasé à 7 kilomètres au sud-est de Léré,. Il précise que le pilote du premier appareil à péri à son bord et que le second « n'a pas été retrouvé sur les lieux »,. Pour le journaliste Wassim Nasr, la destruction d'un avion L-39 Albatros est confirmée par plusieurs images.

## Vidéographie
- [vidéo] Combats entre l'armée et les rebelles au Mali : est-ce la fin de l’accord d’Alger ?, France 24, 18 septembre 2023.